# مو هرسکوویچ
مو هرسکوویچ (انگلیسی: Moe Herscovitch; ۲۷ اکتبر ۱۸۹۷ – ۲۲ ژوئیهٔ ۱۹۶۹) بوکسور اهل کانادا بود.